# Ô̌
Ô̌ (minuscule : ô̌), appelé O accent circonflexe caron, est une lettre latine utilisée dans l’écriture du kayah de l’Ouest, du kayan et du manumanaw.
Il s’agit de la lettre O diacritée d’un accent circonflexe et d’un caron.

## Représentations informatiques
Le O accent circonflexe caron peut être représenté avec les caractères Unicode suivants :
- précomposé (latin étendu-1, diacritiques)[1],[2] :

| formes    | représentations | chaînes de caractères | points de code | descriptions                                                   |
| --------- | --------------- | --------------------- | -------------- | -------------------------------------------------------------- |
| majuscule | Ô̌               | Ô◌̌                    | U+00D4 U+030C  | lettre majuscule latine o accent circonflexe diacritique caron |
| minuscule | ô̌               | ô◌̌                    | U+00F4 U+030C  | lettre minuscule latine o accent circonflexe diacritique caron |

- décomposé (latin de base, diacritiques) :

| forme     | représentation | chaîne de caractères | point de code        | description                                                                |
| --------- | -------------- | -------------------- | -------------------- | -------------------------------------------------------------------------- |
| capitale  | Ô̌              | O◌̂◌̌                  | U+004F U+0302 U+030C | lettre majuscule latine o diacritique accent circonflexe diacritique caron |
| minuscule | ô̌              | o◌̂◌̌                  | U+006F U+0302 U+030C | lettre minuscule latine o diacritique accent circonflexe diacritique caron |